# دفنة طويلة الفلقات
دفنة طويلة الفلقات (الاسم العلمي:Daphne longilobata) هي نوع من النباتات تتبع جنس الدفنة من الفصيلة المثنانية.